# Tlahuizcalpantecutli

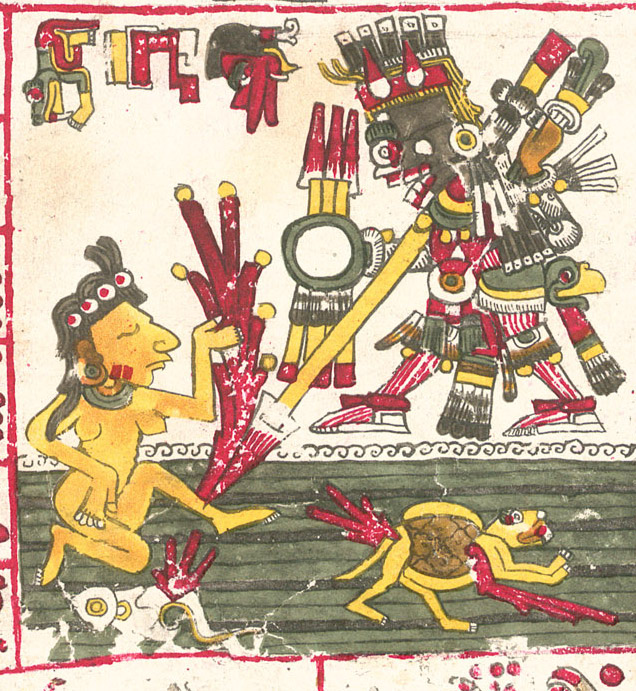
Bóg Tlahuizcalpantecutli przebijający włócznia kobietę. (Kodeks Borgia, s. 53)

Tlahuizcalpantecutli, także Tlauixcalpantecuhtli, Tlahuixcalpantecuhtli (tłum. Władca Mroku Poranka, Pan Domu Jutrzenki) – aztecki bóg wywodzący się z mitycznej krainy Tamoanchan.
Tlahuizcalpantecutli był czczony pod postacią Quetzalcoatla (jako Gwiazda Poranna) i Xolotla (jako Gwiazda Wieczorna). Najczęściej był bogiem świtu i planety Wenus oraz panem dwunastej godziny dnia. Wierzono, że w niektóre dni ciskał oszczepem w ludzi różnej płci, pozycji i wieku. Jemu to przypisywano różne nieszczęśliwe wypadki i przypadłości życiowe. Jako że był związany z Wenus, w te dni roku, które były we władaniu gwiazdy, wstrzymywano się od zwykłych czynności i robót i składano ofiary i daniny dla pojednania się z bóstwem.